# Boletochaete spinifera
Boletochaete spinifera är en svampart som först beskrevs av Pat. & C.F. Baker, och fick sitt nu gällande namn av Rolf Singer 1944. Boletochaete spinifera ingår i släktet Boletochaete och familjen Boletaceae.   Inga underarter finns listade i Catalogue of Life.